# Arizona (Lucky Luke)
Pour les articles homonymes, voir Arizona (homonymie).
Arizona est un album de bande dessinée mettant en scène le personnage de Lucky Luke, sorti en 1951. L'auteur est Morris. Bien que ce soit le troisième album de la série, il contient la première aventure de Lucky Luke, Arizona 1880 parue en 1946 dans L'almanach 1947 du Journal de Spirou, alors que Morris était âgé de 23 ans.

## Histoires

### Arizona 1880
Aidé de Jolly Jumper, Lucky Luke s'emploie à retrouver les voleurs d'un chargement d'or dérobé lors d'un voyage en diligence.

### Lucky Luke contre Cigarette Cæsar
Dans une seconde aventure, Lucky Luke poursuit Cigarette Cæsar, un bandit qui s'est enfui au Mexique, et le ramène aux États-Unis.
Cigarette Cæsar devait apparaître dans le film Lucky Luke (2009) de James Huth mais sa scène a été coupée au montage.

### Lucky Luke et son cheval Jolly Jumper
L'album contient également, dans certaines rééditions à partir de 1969, deux gags d'une page chacun, qui sont intercalés entre les deux histoires. À noter que Morris n'avait à l'origine pas donné de titres à ces deux planches, elles n'ont été connues sous ce titre commun que plus tard.

## Sources
- www.bedetheque.com, « Lucky Luke » (consulté le 7 août 2008)
- www.lucky-luke.com, « Lucky Luke » (consulté le 7 août 2008)
- www.bdoubliees.com, « Parutions dans le journal de Spirou » (consulté le 7 août 2008)